# آفوگاتو
آفوگاتو یک نوشیدنی ایتالیایی برپایه قهوه است. آفوگاتو معمولاً از مخلوط کردن یک شات اسپرسو داغ با بستنی یا ژلاتوی وانیلی حاصل می‌شود.
آفوگاتو در زبان ایتالیایی غرق شده معنی می‌شود آفوگاتو یا اصطلاحاً قهوه بستنی، دسری است که از یک یا دو شات اسپرسو داغ با بستنی ترجیحاً وانیلی تهیه می‌شود.